# ウーマン・リブ
ウーマン・リブ（和製英語：woman lib、英語: women's liberation）とは、1960年代後半のアメリカ合衆国から始まり、1970年代前半に西欧・日本など西側諸国の先進国において左翼運動・新左翼運動の内実が女性差別であることで女性運動家・参加者らの幻滅から起こった女性解放運動である。日本における呼称は、1970年10月4日付の朝日新聞が女性解放運動の原語（英語）である「Women's liberation movement」をウーマン・リブと表記したのが始まりとされる。また、単にリブとも言う。
フェミニズム及びジェンダーの原点ともいわれ、19世紀後半から20世紀前半にかけて起こった女性の参政権運動を「第一波フェミニズム」、ウーマン・リブを「第二波フェミニズム」と呼ぶこともある。

## 概要

### 第一次フェミニズムと影響
第一次世界大戦・第二次世界大戦の最中、若者の男性は兵士として戦場に駆り出され、女性が国内の生産現場を担っていた。
第二次世界大戦が終了した1950年代になると、帰還兵の就職口を作るために、働く女性が職を手放さなければならなかったが、多くの女性はその後も工場・農場・伝統的な女性職の領域で働き続けた。戦争が引き起こした人手不足は女性の積極的労働参加を促し、「女性も男性と同じ仕事ができる」という、仕事における自信をもたらした。この女性の社会的自立が、のちのウーマン・リブの運動の気運を高めたといえる。

### 左翼運動・新左翼運動における男性運動家への幻滅
ウーマンリブ運動の発端となったアメリカでは、ベトナム戦争反戦運動・公民権運動などリベラル派の運動が起こっていた。それに参加していた女性運動家の一部から男中心であることに対する不満が噴出しだした。男性運動家らによる性差別的運営と衝突し、一部の女性運動家らはそれまでの運動を飛び出して独自の組織をつくり、1960年代後半からウーマンリブ運動を始めた。ウーマン・リブの主張が全米中を席巻し、社会意識全般にも大きな影響を与えた。
具体的には、性別による差別を否定し従来の投票権だけではなく女性に男性と同等の権利を認めることを連邦憲法に明記すること、女性の自身の進退に対する自己決定権を認め妊娠中絶する権利を認めること等を主張した。米国の伝統的な女性のイメージは根本から否定され、女性の労働が当たり前となっていく。それまでほとんど男子校同然だった大学で女子の入学が認められ、男性中心だった学問に女性学が導入された。妊娠中絶は伝統的キリスト教価値観に合わず、キリスト教福音派・原理主義者やカトリックからの反撥も強かったが、各地の州で合法化され始め、1973年1月には連邦最高裁から妊娠中絶権を認める判決が出された。
その後も憲法に男女平等の規定を設ける運動は続けられた。しかし、1979年に福音派の有力者ジェリー・ファルウェルは政治団体「モラル・マジョリティ」を設立、中絶反対・宗教教育の復活を掲げた。福音派は伝統的価値観の共和党保守派を支持、揺り戻しのように1980年に共和党のレーガンが大統領に当選し、1982年には連邦憲法修正のための男女平等修正条項案は廃案となった。
リベラル派組織内でさえも性による役割分担がされていることに不満を持った高学歴主婦や女子学生を中心に「男女は社会的には対等・平等であって、生まれつきの肌の色や性別による差別や区別の壁を取り払うべきだ」という考えで開始されたが、1979年国連総会で女子差別撤廃条約が採択されるなど後世の男女平等社会の推進に大きく貢献した。

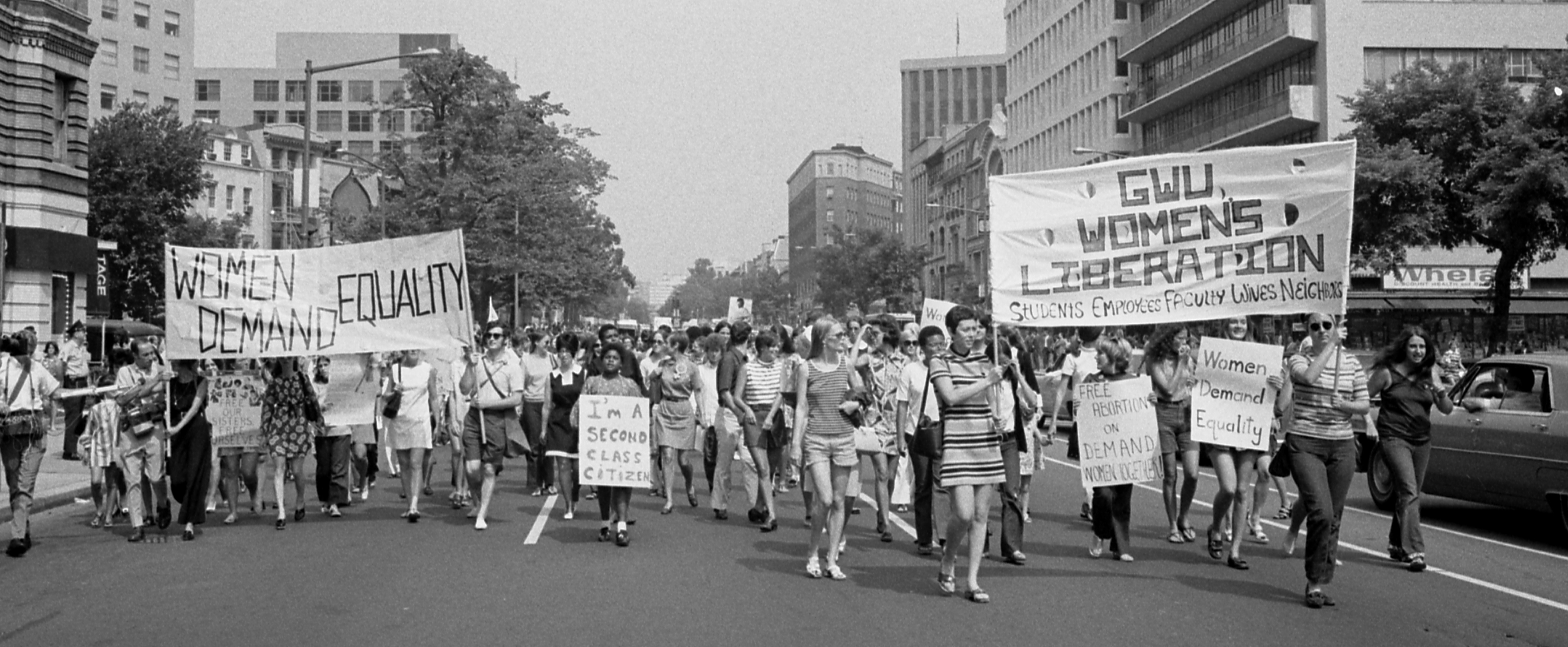
1970年8月ワシントンDCで行われたデモ

日本では1970年からウーマンリブ運動が始まった。言葉が最初に日本のメディアで使われたのは同年10月4日の朝日新聞都内版であり、同紙は女性解放運動の原語の「Women's liberation movement」を「ウーマン・リブ」と名付け、記事の見出しに掲げた。
そして同年10月21日の国際反戦デーに女性だけによるデモが行われた。「ウーマンリブのカリスマ」である田中美津と賛同者らは「便所からの解放」という手書きのビラをまいた。日本でウーマンリブが社会的注目を浴びたのはこの日のデモが最初だといわれる。同年11月14日、第1回ウーマンリブ大会が東京都渋谷区で開催された。
田中は高校卒業後にコピーライターになったものの、職場上司との不倫がバレて周囲を負担に感じるようになったため、入社から9ヵ月で退社した。その後に、25歳の時にベトナム反戦運動で新左翼運動に入った人物だった。1968年当時の日本は、まだ全共闘運動に勢いがあった時期であった。新左翼運動に入った理由は、「 汚れた自分を浄化したい」という願いからで、最初はベトナム孤児の救援活動を行い、「傷ついて泣いているベトナムの子供は私」という自己救済の運動だったと回顧している。学生たちと一緒にデモもやったもののも男子学生らに率いられた共闘運動には明らかに女性差別があって、発言担当も委員長も男ばかりであった 。全共闘運動で女性運動家・参加者は、電話番(電話応対役)・炊事役・救援役(逮捕者への支援役)・性的対象 など「下」としてのみ扱われた。更には、新左翼運動が衰退期に入ると、自分より「意識高い」と思っていた運動家男性らが結婚していったため、「私の中では、まだなんにも終わっていないのに……」と思ったと述べている。新左翼運動に参加する女性運動家として、男性運動家らの女性差別へ幻滅し、日本で1969年か1970年からウーマンリブを始めたと述べている。田中は「平等や革命を掲げながら、(男性運動家による)女への日常的な差別が世の中の構図と変わらない。彼らと一緒にやっても女の解放はまず無理だろう」「何か革命家きどりの男たちも古い男とまったく変わらないじゃないかっていうこと。」に気がついたから、日本でウーマンリブを始めたと振り返っている。田中は1975年にウーマンリブ活動から、国連がメキシコで開催した第1回世界女性会議に出席するのを機に離れたため、リブを牽引したのは正味4年半ほどであった。